# Schistomitrium apiculatum
Schistomitrium apiculatum là một loài Rêu trong họ Dicranaceae. Loài này được (Dozy & Molk.) Dozy & Molk. miêu tả khoa học đầu tiên năm 1846.